# Treyarch
Treyarch är ett amerikanskt spelföretag som skapades av Peter Akemann och Doğan Köslü år 1996. Företaget ligger i staden Santa Monica i Kalifornien, USA. 2001 blev företaget uppköpt av Activision. 2005 bytte företaget sitt namn till Treyarch istället för det gamla Gray Matter Interactive. Treyarch är också en viktig utvecklare till Call of Duty-serien. De har bland annat gjort spelen Call of Duty: United Offensive, Call of Duty 2: Big Red One, Call of Duty 3, Call of Duty: World at War, Call of Duty: Black Ops, Call of Duty: Black Ops II och Call of Duty: Black Ops III.

## Utvecklade datorspel
| Speltitel                        | Datum | Format                                                                   |
| -------------------------------- | ----- | ------------------------------------------------------------------------ |
| Olympic Hockey Nagano '98        | 1998  | Nintendo 64                                                              |
| Die by the Sword                 | 1998  | Microsoft Windows                                                        |
| Die by the Sword: Limb from Limb | 1998  | Microsoft Windows                                                        |
| Triple Play 2000                 | 1999  | Nintendo 64                                                              |
| Draconus: Cult of the Wyrm       | 2000  | Dreamcast, Microsoft Windows                                             |
| Tony Hawk's Pro Skater           | 2000  | Dreamcast                                                                |
| Tony Hawk's Pro Skater 2         | 2000  | Dreamcast                                                                |
| Tony Hawk's Pro Skater 2x        | 2001  | Xbox                                                                     |
| Max Steel: Covert Missions       | 2000  | Dreamcast                                                                |
| Triple Play Baseball             | 2001  | Playstation 1, Playstation 2, Microsoft Windows                          |
| Spider-Man                       | 2002  | Gamecube, Playstation 2, Xbox                                            |
| Kelly Slater's Pro Surfer        | 2002  | Gamecube, Mac OS, Playstation 2, Microsoft Windows, Xbox                 |
| Minority Report: Everybody Runs  | 2002  | Gamecube, Playstation 2, Xbox                                            |
| NHL 2K2                          | 2002  | Dreamcast                                                                |
| NHL 2K3                          | 2002  | Gamecube, Playstation 2, Xbox                                            |
| Spider-Man 2                     | 2004  | Gamecube, Playstation 2, Xbox                                            |
| Ultimate Spider-Man              | 2005  | Gamecube, Playstation 2, Xbox                                            |
| Call of Duty 2: Big Red One      | 2005  | Gamecube, Playstation 2, Xbox                                            |
| Call of Duty 3                   | 2006  | Gamecube, Playstation 2, Playstation 3, Xbox, Xbox 360                   |
| Spider-Man 3                     | 2007  | Playstation 3, Playstation 2, Xbox 360                                   |
| Quantum of Solace                | 2008  | Playstation 3, Xbox 360                                                  |
| Spider-Man: Web of Shadows       | 2008  | Playstation 3, Wii, Xbox 360                                             |
| Call of Duty: World At War       | 2008  | Playstation 3, Wii, Microsoft Windows, Xbox 360                          |
| Call of Duty: Black Ops          | 2010  | Playstation 3, Wii, Microsoft Windows, Xbox 360                          |
| Call of Duty: Black Ops II       | 2012  | Playstation 3, Microsoft Windows, Xbox 360, Wii U                        |
| Call of Duty: Ghosts             | 2013  | Wii U                                                                    |
| Call of Duty: Black Ops III      | 2015  | Microsoft Windows, Playstation 4, Xbox One                               |
| Call of Duty: Black Ops 4        | 2018  | Microsoft Windows, Playstation 4, Xbox One                               |
| Call of Duty: Black Ops Cold War | 2020  | Microsoft Windows, Playstation 4, Playstation 5, Xbox One, Xbox Series X |
| Call of Duty: Vanguard           | 2021  | Microsoft Windows, Playstation 4, Playstation 5, Xbox One, Xbox Series X |
| Call of Duty: Black Ops 6        | 2024  | Microsoft Windows, Playstation 4, Playstation 5, Xbox One, Xbox Series X |
| Call of Duty: Black Ops 7        | 2025  | Microsoft Windows, Playstation 4, Playstation 5, Xbox One, Xbox Series X |